# Leonidas Kawakos
Leonidas Kawakos, gr. Λεωνίδας Καβάκος (ur. 30 października 1967 w Atenach) – grecki skrzypek i dyrygent.

## Życiorys
Wychowywał się w muzycznej rodzinie. Naukę gry na skrzypcach rozpoczął w wieku 5 lat i kontynuował w ateńskim Konserwatorium Helleńskie (gr. Ελληνικό Ωδείο) u Steliosa Kafantarisa. Następnie studiował na Uniwersytecie Indiany pod kierunkiem Josefa Gingolda.
Kawakos współpracuje z czołowym światowymi orkiestrami, m.in. Wiener Philharmoniker, Berliner Philharmoniker, Orkiestrą Gewandhaus w Lipsku, Koninklijk Concertgebouworkest, London Symphony Orchestra, Orchestre de Paris, orkiestrą symfoniczną La Scali, orkiestrą Teatru Maryjskiego, Filharmonią Nowojorską, Bostońską Orkiestrą Symfoniczną, Orkiestrą Filadelfijską i Los Angeles Philharmonic. Jako solista współpracował z Riccardem Chailly, odbywając tournée z orkiestrami, którymi kierował: lipską Orkiestrą Gewandhaus i Wiener Philharmoniker, a także z Koninklijk Concertgebouworkest pod dyrekcją Marissa Jansonsa. W sezonie 2017/2018 był artystą rezydentem w amsterdamskim Concertgebouw oraz Wiener Musikverein.
Występuje jako solista i kameralista na wielu festiwalach muzycznych, m.in. w Verbier, Bad Kissingen, w Budapeszcie i Edynburgu, a także w Salzburgu, podczas którego w sierpniu 2012 razem z pianistą Enrico Pacem wykonał wszystkie sonaty skrzypcowe Beethovena, które zostały nagrane i wyemitowane przez Radio Bawarskie. W latach 2001–2009 był dyrygentem na festiwalu Camerata Salzburg. Prowadzi także swój własny festiwal muzyki kameralnej w Atenach.

## Nagrody i wyróżnienia
- 1985 – zwycięzca Międzynarodowego Konkursu Skrzypcowego im. Jeana Sibeliusa[5]
- 1986 – srebrny medalista International Violin Competition of Indianapolis[6]
- 1988 – zwycięzca Naumberg Competition[7]
- 1988 – Premio Paganini[8]
- 2017 – laureat Nagrody Fundacji Muzycznej Léonie Sonning